# Лавельское сельское поселение
Лавельское сельское поселение или муниципальное образование «Лавельское» — муниципальное образование со статусом сельского поселения в Пинежском муниципальном районе Архангельской области России.
Соответствует административно-территориальной единице в Пинежском районе — Лавельскому сельсовету.
Административный центр — посёлок Новолавела.

## География
Лавельское сельское поселение находится в центре Пинежского муниципального района, на обоих берегах Пинеги. На севере граничит с Веркольским сельским поселением, на юге — с Сурским сельским поселением. На территории поселения выделяются притоки Пинеги: Верхняя Уя и Нижняя Уя.

## История
Муниципальное образование было образовано в 2006 году.
В 1954 году Явзорский сельсовет Карпогорского района был присоединён к Лавельскому сельсовету.

## Население
| 2005  | 2010  | 2011  | 2012  | 2013  | 2014  | 2015  | 2016  | 2017  |
| ----- | ----- | ----- | ----- | ----- | ----- | ----- | ----- | ----- |
| 1510  | ↘1325 | ↘1320 | ↗1327 | ↘1319 | ↘1260 | ↘1228 | ↘1191 | ↘1156 |
| 2018  | 2019  | 2020  | 2021  | 2023  |       |       |       |       |
| ↘1108 | ↘1049 | ↘1011 | ↘810  | ↘758  |       |       |       |       |

## Состав сельского поселения
| № | Населённый пункт | Тип населённого пункта          | Население |
| - | ---------------- | ------------------------------- | --------- |
| 1 | Заедовье         | деревня                         | ↗181      |
| 2 | Занаволок        | деревня                         | ↗35       |
| 3 | Лавела           | деревня                         | ↗46       |
| 4 | Новолавела       | посёлок, административный центр | ↗1241     |
| 5 | Репище           | деревня                         | ↗8        |
| 6 | Ручьи            | посёлок                         | ↗4        |
| 7 | Явзора           | деревня                         | ↗110      |